# 火成岩紋理
火成岩紋理（英語：Igneous textures）是指在火成岩中的岩石紋理。地質學家使用這些紋理來解釋定火成岩的起源並來分類岩石。紋理有六種主要類型；顯晶質、隱晶質、斑晶質、玻璃質、火山碎屑質和偉晶質。
隱晶質岩石是指岩石中的單個晶體用肉眼無法區分的火成岩。隱晶質岩石通常是熔岩在地球表面或附近迅速結晶而形成的。當噴出的熔岩與大氣接觸時，它們會迅速冷卻，因此礦物沒有時間長成大晶體。例如玄武岩、安山岩和流紋岩等。
玻璃狀或玻璃狀紋理是指無晶體的火成岩。在一些火山噴發過程中，若熔岩快速淬火以致無法結晶時，就出現玻璃狀或玻璃狀質地的紋理。結果造成一種天然無定形玻璃。例如黑曜石等。
偉晶岩質紋理是指岩石中的一些單個晶體可長到塊狀大小（尺寸範圍從幾厘米到幾米不等）。這是偉晶岩的典型特徵。
顯晶質紋理是指岩石中的單個晶體可用肉眼區分的火成岩，通常是侵入性火成岩的典型特徵。這些岩石在地球表面以下緩慢結晶。隨著岩漿緩慢冷卻，礦物有時間生長並形成大晶體。例如是輝長岩、閃長岩和花崗岩等。
斑狀紋理是指岩石的基質是隱晶質而其它成分是大晶體。它的形成是由于在岩漿冷卻時，其冷卻速度變快而造成的。較早形成的礦物因爲冷卻緩慢，形成大晶體，而突然的冷卻導致剩餘的熔體，快速結晶成為細粒（隱晶質）基質。另一情況是當岩漿在火山下方結晶，但在全部完成結晶之前又噴發，從而迫使剩餘的熔岩在空中更快地結晶導致形成小的晶體，造成斑狀紋理。
火山碎屑紋理是火山在爆炸性噴發時將熔岩噴射到空氣中，所產生碎片的紋理，通常是玻璃狀物質，它們以火山灰、火山礫和火山彈的形式落下。